# La Sangre
La Sangre es un ejido del municipio de Tubutama ubicado en el norte del estado mexicano de Sonora, en la zona del desierto sonorense. El ejido es la localidad más poblada del municipio, ya que según los datos del Censo de Población y Vivienda realizado en 2010 por el Instituto Nacional de Estadística y Geografía (INEGI), La Sangre tiene un total de 382 habitantes.

## Geografía
La Sangre se sitúa en las coordenadas geográficas 30°38'33" de latitud norte y 11°25'13" de longitud oeste del meridiano de Greenwich, a una elevación de 626 metros sobre el nivel del mar.